# 新潟県立新発田南高等学校
新潟県立新発田南高等学校（にいがたけんりつ しばたみなみこうとうがっこう）は、新潟県新発田市大栄町三丁目にある県立高等学校。市内に豊浦分校があったが、2021年に閉校し、新発田西高校に併合した。

## 概要
普通科と工業科を持つ大規模校である。工業科はかつて機械科・建築科・土木科の3学科で募集していたが、2006年度より一括募集とし、2年次で機械工学科・建築工学科・土木工学科・電子情報工学科の4学科に分かれることとなった。

## 教育組織
- 全日制
  - 普通科
  - 工業科
    - 機械工学科
    - 建築工学科
    - 土木工学科
    - 電子情報工学科

## 沿革
- 大正6年（1917年）5月10日 - 新発田町立新発田商業学校として開校
- 昭和3年（1928年）4月1日 - 県立移管により新潟県立新発田商業学校となる
- 昭和19年（1944年）4月1日 - 戦時非常措置により工業学校に転換、新潟県立新発田工業学校と改称
- 昭和23年（1948年）
  - 4月1日 - 学制改革により新潟県立新発田商工高等学校となる
  - 6月1日 - 定時制課程を設け、同時に中浦・葛塚・川東の各分校を置く
- 昭和31年（1956年）4月1日 - 県立水原高等学校本田分校と新発田商工高等学校中浦分校が統合され、新発田商工高等学校豊浦分校（現新潟県立新発田南高等学校豊浦分校）となる
- 昭和42年（1967年）4月1日 - 葛塚分校を新潟県立豊栄高等学校に移管
- 昭和58年（1983年）4月1日 - 商業科を分離して新潟県立新発田商業高等学校とし、本校（工業科・普通科）は県立新発田南高等学校となる（豊浦分校は新発田南高等学校の管轄となる）

## 校歌
- 『新潟県立新発田南高等学校校歌』（作詞：中村千栄子・作曲：久住和麿）[1]

## 部活動
工業科設置校ならではの工業系の部活動がある。
・運動部
男子バスケットボール、女子バスケットボール、男子バレーボール、女子バレーボール、野球、サッカー、男子硬式テニス、女子硬式テニス、男子ソフトテニス、女子ソフトテニス、バドミントン、ラグビー、卓球、柔道、空手、弓道、剣道、登山、陸上競技
・文化部
茶道、書道、華道、マンガ、写真、音楽、英語、演劇、美術、土木研修、建築研修、機械研修、電子情報研修
・同好会
将棋、ギター、パソコン、科学

## 交通
JR白新線・羽越本線 新発田駅より徒歩15分

## 著名な卒業生
- 高田千春（元陸上選手）
- 木竜麻生 (女優)
- 山口コンボイ（お笑い芸人、ケビンス）